# Murasame
Murasame（村雨） (ou Murasame-maru) est originellement un célèbre katana, servant à invoquer la pluie, issu de la nouvelle japonaise du XIXe siècle Nansō Satomi Hakkenden (南総里見八犬伝). À ne pas confondre avec Yōtō Muramasa. Littéralement « Village pluvieux » ou « Pluie d'automne », le nom réfère à un phénomène météorologique propre au Japon. Ses propriétés et son aspect varient selon les médias dans lesquels il fait son apparition, mais il s'agit typiquement d'un katana doué de pouvoirs magiques.
Dans la nouvelle originale de Bakin, Murasame est très reconnaissable au fait qu'en la dégainant, elle fasse apparaître un arc-en-ciel, un pouvoir magique qu'elle tient de son puissant Tsukumogami. La légende dit que son possesseur est prédestiné à recevoir le titre de Kantō kanrei. Elle est alors entre les mains du héros de l'histoire, Inuzuka Shino, un jeune et beau samouraï — prototype du shōnen manga — que son père a élevé comme une fille pour le protéger des esprits malins, selon une superstition de l'époque.

## Jeux vidéo
- Murasame et Masamune sont deux des plus puissantes épées de l'univers de Final Fantasy.
- Murasame est également une arme réservée au job Ninja dans le MMORPG Ragnarök Online.
- La lame de Murasame est l'arme unique de Takamaru dans le jeu Samurai Warriors.
- Murasame est une des armes de Mitsurugi dans la série des Soul.
- Murasame est aussi une des armes dans le jeu Terraria.
- Dans le jeu vidéo League of Legends, Muramana est un objet dont le nom est une déviation de Murasame. Elle est l'évolution de l'objet achetable Manamune dont le nom est une déviation de Masamune.

## Manga
- Murasame est le nom d'une attaque aquatique de l'homme-poisson Hodi Jones dans le manga One Piece.
- Murasame est aussi le nom du sabre du maitre ninja gara (gala en français) dans le manga de type seinen Bastard!!.
- Murasame est aussi le nom du katana d'Akame dans le manga Akame ga Kill.
- Murasame est aussi le nom du corbeau et du katana dans le manga et anime Hakkenden: Tōhō Hakken Ibun (en).
- Murasame est également le nom d'une attaque sonore de Zebra dans le manga Toriko.

## Séries télévisées
- Murasame Ryō / Kamen Rider ZX des séries Kamen Rider porte le nom Murasame et est un héros ninja.
- Don Murasame dans Avataro Sentai Donbrothers est un sabre (NinjarkSword) qui peut se transformer en une forme humanoïde.

## Navires
- Le Murasame, un destroyer de classe Harusame lancé en 1902 et détruit en 1926.
- Le Murasame, un destroyer de classe Shiratsuyu lancé en 1935 et coulé en 1943.
- Le Murasame, un destroyer de classe Murasame lancé en 1958 et démoli en 1988.
- Le Murasame, un destroyer de classe Murasame lancé en 1994 et toujours en service.